# Monte Vioz
Der Monte Vioz (deutsch veraltet: Viosspitze), in älterer Literatur auch Monte Viozzi genannt, ist ein 3645 Meter hoher Berg im Hauptkamm der Ortler-Alpen, einem Gebirge der südlichen Ostalpen. Der Berg liegt genau auf der Grenze zwischen den italienischen Provinzen Trient und Sondrio im Nationalpark Stilfserjoch.
Noch bis Mitte der 1990er-Jahre war er ein mit Firn bedeckter Gipfel, der nun jedoch im Sommer wegen der globalen Erwärmung in der Regel auf der Südseite schnee- und eisfrei ist. Nach Norden und Südwesten sendet er ausgeprägte Grate, die den Kammverlauf bilden. Vom Rifugio Vioz – „Mantova“ aus ist er ein leicht erreichbarer Aussichtsberg. Er wird oft bei Überschreitungen vom Monte Cevedale oder dem Palòn de la Mare begangen. Zuerst bestiegen wurde der Vioz wahrscheinlich im Jahre 1854 anlässlich der österreichischen Landesvermessung (Triangulation) durch einen Alpenführer Christophoro Groos. Die erste gesicherte touristische Begehung fand am 4. September 1867 durch den aus Böhmen stammenden Polar- und Alpenforscher Julius Payer, den Bergführer Johann Pinggera aus Sulden und den Träger Antonio Chiesa aus Peio statt.

## Umgebung
An den Monte Vioz stoßen nur noch im Norden nennenswerte Gletscher. Im Nordosten reicht die Vedretta Rossa noch hinauf bis kurz unter den Gipfel, und im Westen erstreckt sich der Ghiacciaio dei Forni, der größte Gletscher des Gebietes und der zweitgrößte Gletscher Italiens. Die ehemalige Vedretta Vioz im Süden ist nur noch im obersten Teil ein Gletscher. Benachbarter Gipfel ist im Verlauf des Nordgrats, getrennt durch den Passo della Vedretta Rossa (3405 m), der 3703 Meter hohe Palòn de la Mare. Im Verlauf des teilweise mit Firn überdeckten Südwestgrats liegt, getrennt durch den Colle Vioz (3330 m) die Punta Taviela mit 3612 Metern Höhe. Nach Osten hin fällt der Vioz hinab zum Val de la Mare. Der Trentiner Ort Peio im Val di Peio liegt gut fünf Kilometer Luftlinie in südöstlicher Richtung, das Südtiroler Sulden etwa 13,5 km in nördlicher Richtung.

## Besteigungsgeschichte
Der genaue Weg der Erstersteiger aus dem Jahr 1854 ist nicht mehr nachvollziehbar. Der österreichische Landvermesser Feuerstein schreibt in einem Triangulirungsprotokoll aus dem Jahr 1855: Viosspitze. Im Jahre 1854 liess die k. k. Militär-Triangulirung durch den Alpenführer Christophoro Groos eine Signalstange errichten. Das Alpine Journal, die Zeitschrift des englischen Alpine Club, berichtete im Jahr 1865 jedoch, dass die Vermessungsingenieure erst 1863 über den Südostgrat den Monte Vioz bestiegen hätten. Gesichert ist jedoch Julius Payers Weg im Jahre 1867. Er begann an einem südöstlich gelegenen Biwak auf den Piani de Laretti, etwa 450 Meter oberhalb von Peio. In nordwestlicher Richtung gelangte man auf die heute nicht mehr vorhandene Vedretta Saline, und über den Südostrücken zum Gipfel. Payers Gruppe benötigte zweidreiviertel Stunden für den Aufstieg. Louis Friedmann berichtet bei Eduard Richter: Um 1 U. wurde der Gipfel nach Erbauung eines Steinmannes wieder verlassen und zum Abstieg ein anderer Weg gewählt. Sie fuhren auf dem Rücken liegend die steilen Schneehänge der obersten Vedretta Vallenaja thalwärts […] Nachdem sie das beim Nachtlager unter Steinen deponirte Geräthe geholt hatten […] erreichten sie Peio um 5 U. 45.

## Normalweg und Stützpunkte
Der heutige Normalweg auf den Monte Vioz führt vom Rifugio Vioz, auf einer Höhe von 3535 Metern gelegen eine der höchsten Ostalpenhütten, in 20 Minuten auf den Gipfel. Das Gipfelkreuz mit einer kleinen Glocke steht einige Höhenmeter unter dem trigonometrischen Punkt. Die Schutzhütte dient auch als Zwischenstützpunkt für die Kammüberschreitung (Hochtour) vom Monte Cevedale zum Pizzo Tresero. Von der vier Kilometer östlich gelegenen Brancahütte (Rif. Cesare Branca, 2487 m) kann der Vioz über den Nordwestgrat als Hochtour mit entsprechender Ausrüstung und Gletschererfahrung in fünf Stunden begangen werden.

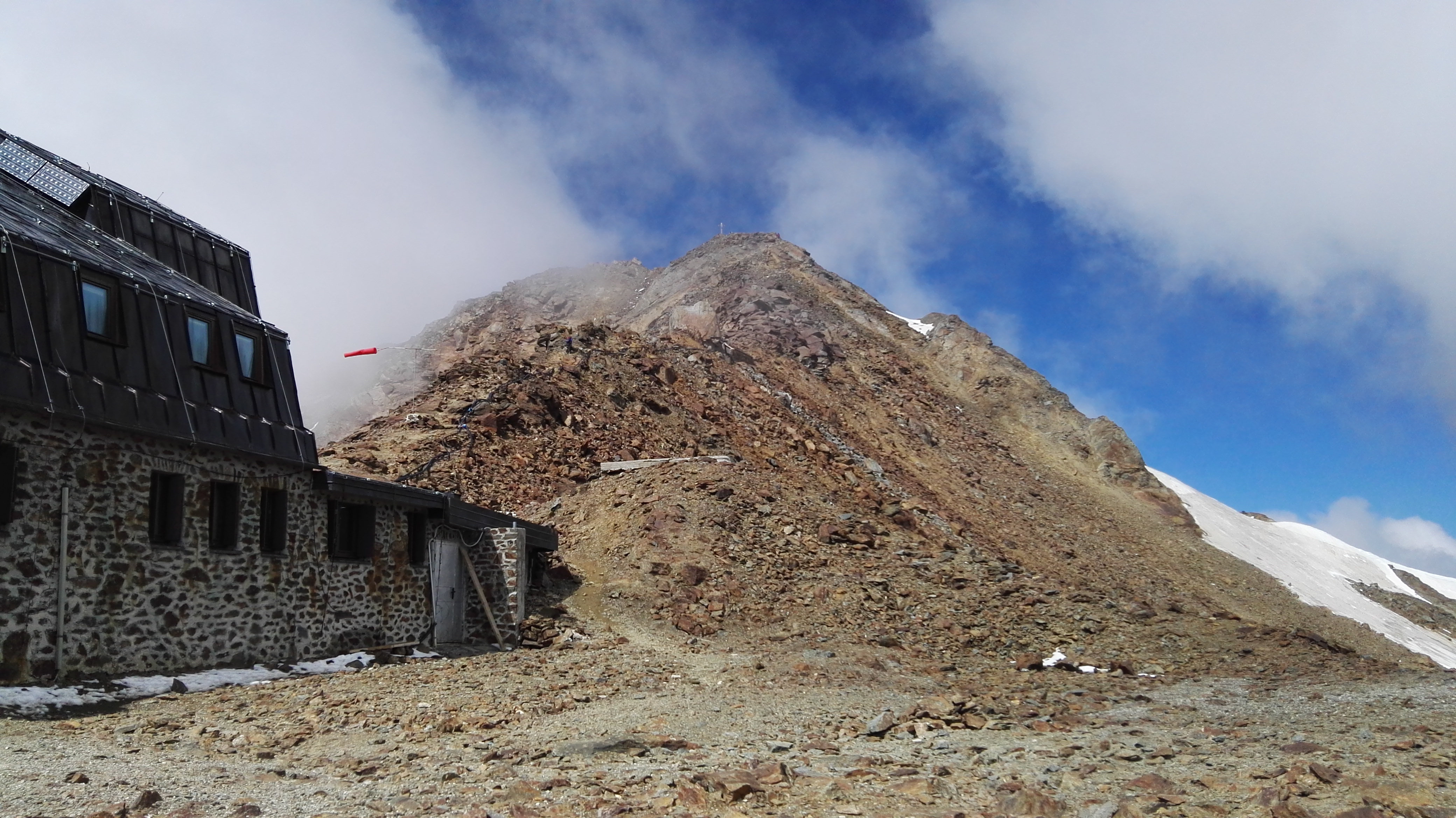
Gipfelgrat vom Rifugio Vioz
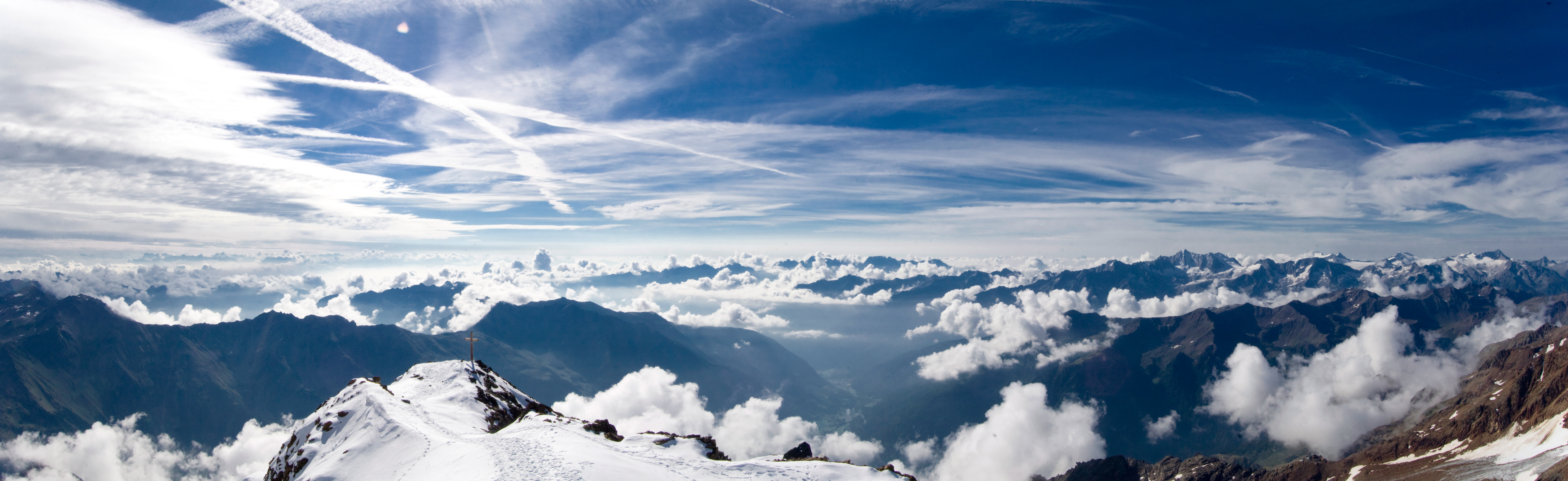
Ausblick vom Gipfelgrat in Richtung Süden mit dem Val di Peio und Sole, rechts im Hintergrund die Adamello-Presanella-Gruppe
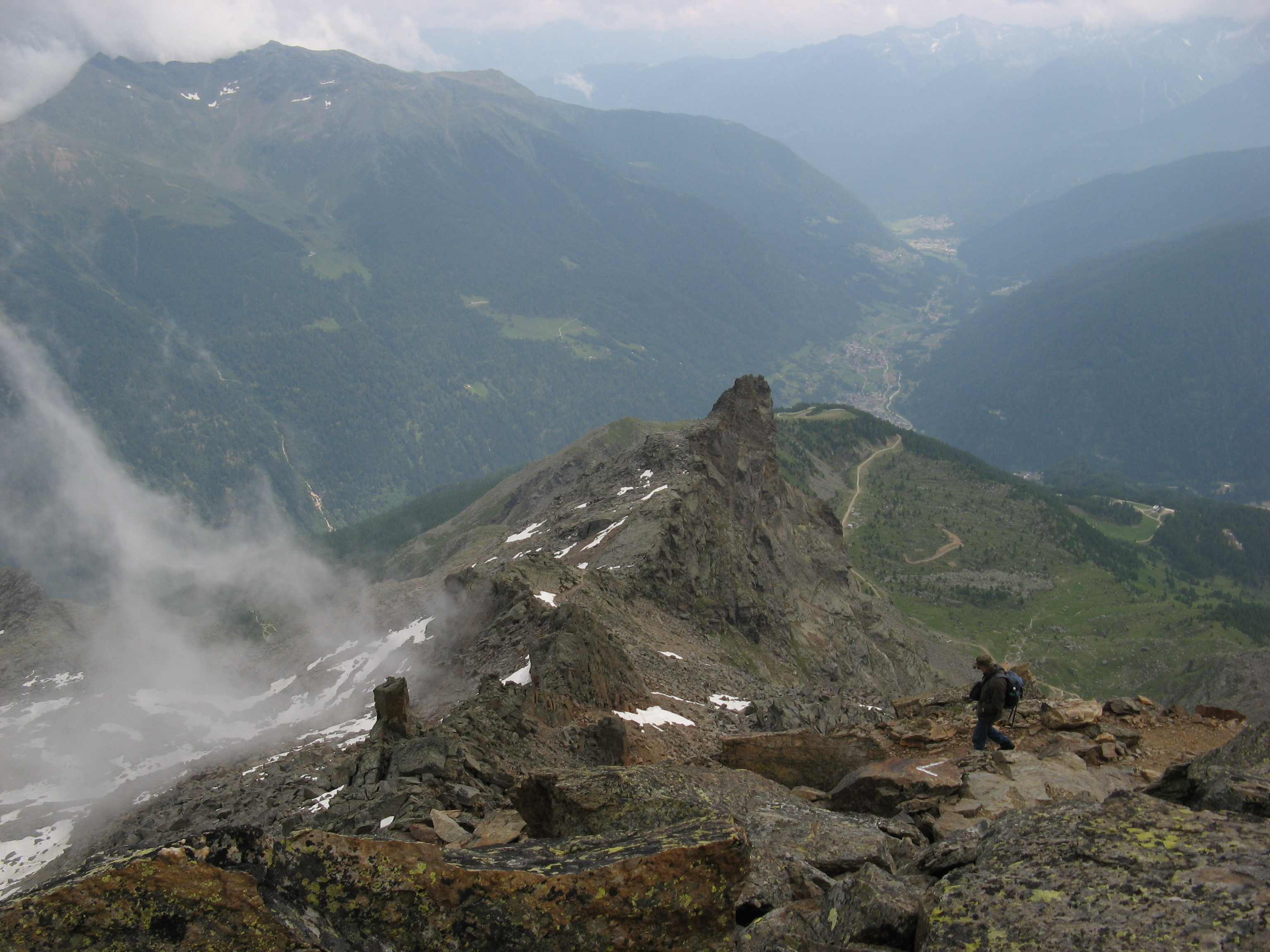
SAT-Weg 105 am Südostgrat des Vioz mit der Felsnadel des Bric
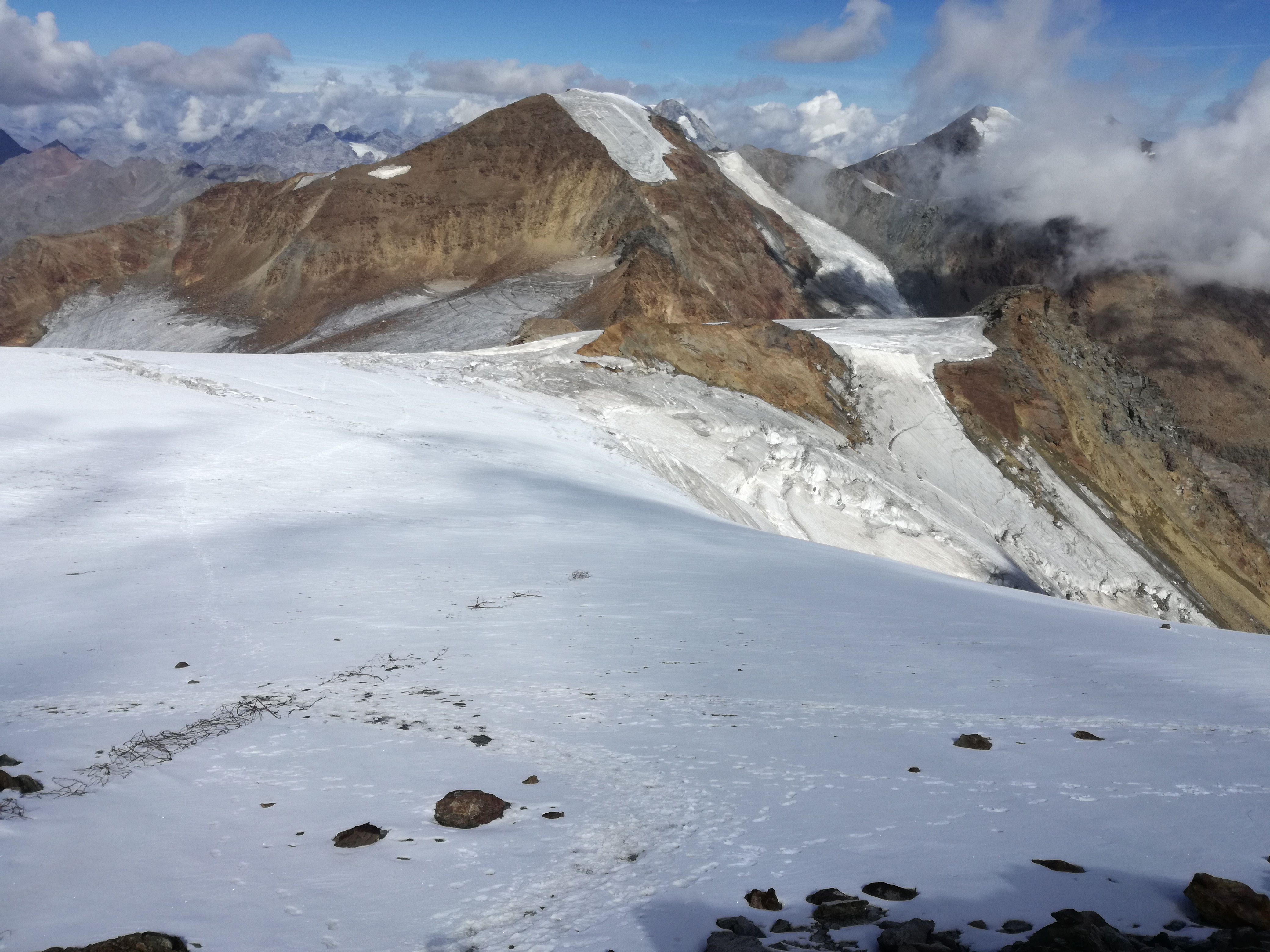
Blick vom Monte Vioz in Richtung Norden auf die Vedretta Rossa und Palòn de la Mare